# Emil Rellstab
Emil Rellstab, auch Rudolf Emil Rellstab-Streuli (* 7. November 1853 in Wädenswil; † 24. Juli 1922 ebenda), war ein Schweizer Landwirt und Politiker.

## Leben

### Familie
Emil Rellstab war der Sohn des Landwirts und Gemeindepräsidenten Kaspar Rellstab (1815–1899) und von dessen Ehefrau Elisabeth (geb. Hofmann). Von seinen drei Geschwistern war die ältere Schwester die Krankenschwester Elise Rellstab (* 13. Dezember 1843 in Wädenswil; † 6. Mai 1904 ebenda).
Rellstab war seit 1890 mit Bertha, der Tochter von Jakob Streuli, verheiratet. Aus dieser Ehe gingen zwei Söhne und zwei Töchter hervor.

### Werdegang
Nach dem Besuch der Sekundarschule in Wädenswil hielt sich Emil Rellstab zwei Jahre lang auf dem Gut seines Onkels in Frankreich auf, bevor er das väterliche Gut «Zum Lehmhof» in Wädenwsil übernahm.
Seit 1886 war er Mitglied des Verwaltungsrats der Bank Wädenswil.
Überdies war er Präsident der Eidgenössischen Alkoholkommission.

### Politisches und gesellschaftliches Wirken
Emil Rellstab war von 1886 bis 1889 und von 1904 bis 1910 freisinniger Gemeinderat sowie von 1912 bis 1922 Zürcher Nationalrat. Sein Vorgänger in Letzterem war der verstorbene Werner Weber (1851–1912); sein Nachfolger der Landwirt Jakob Oehninger (1871–1954).
Als Nachfolger für den verstorbenen Johann Jakob Hauser wurde er Mitglied der kantonalen Landwirtschaftskommission; ihm folgte der Ständerat Hans Bernhard (1888–1942) in der Kommission.
Er war 1917 Mitgründer der Zürcher Bauernpartei und wechselte 1919 von den Freisinnigen zur Bauern-, Gewerbe- und Bürgerpartei.
1890 war er Mitgründer der eidgenössischen Versuchsanstalt für Obst-, Wein- und Gartenbau in Wädenswil. Weiterhin war er 1895 Mitgründer und 1912 Präsident der Obst- und Weinbaugenossenschaft und 1897 der landwirtschaftlichen Winterschule Zürich im Strickhof, als deren Verwalter er von 1897 bis 1899 wirkte.
Er wurde 1908 Präsident der Molkereigenossenschaft Wädenswil, die 1901 gegründet worden war, aber erst 1907 den Betrieb aufnahm.

### Mitgliedschaften
Von 1914 bis 1920 war Rellstab Präsident des Landwirtschaftlichen Vereins des Kanton Zürich.